# Sillyworld
Sillyworld to trzeci singiel zespołu Stone Sour z płyty Come What(ever) May.

## Lista utworów
1. "Sillyworld" (Edit) - 3:48
2. "Sillyworld" - 4:08
3. "The Frozen" - 3:04